# Углы (Черниговская область)
Углы (укр. Угли) — посёлок в Семёновском районе Черниговской области Украины. Население 104 человека. Занимает площадь 0,36 км².
Код КОАТУУ: 7424780507. Почтовый индекс: 15444. Телефонный код: +380 4659.

## Власть
Орган местного самоуправления — Александровский сельский совет. Почтовый адрес: 15444, Черниговская обл., Семёновский р-н, с. Александровка, ул. Шевченко, 38.